# 가즈사국

가즈사국

가즈사국(일본어: 上総国 가즈사노쿠니[*])는 도카이도에 설치된 일본의 옛 구니이다. 현재의 지바현 중남부에 해당한다. 시모사국과 아울러 소슈(総州)라고도 한다. 특히 가즈사 국만을 가리켜 난소(南総)라고 부르는 경우도 있다.

## 이름의 유래
헤이안 초기의 문헌인 《고어습유》(古語拾遺)에 따르면, 좋은 삼베가 나는 땅이라고 알려져 있던 후사국(捄国)에서 나뉜 땅이라고 되어 있다. 나뉜 시기에 대해서는 《제왕편년기》(帝王編年記)에 안칸 천황(安閑天皇) 원년(534년)에 가즈사 국이 분리 성립되었다고 하는 기록이 있으며, 게노국(毛野国)에서 나뉜 고즈케 국(上野国)처럼 「위」(上)를 붙인 것으로 6세기 중엽의 일로 보는 설도 있다. 6세기에서 7세기에 걸쳐 많은 수의 구니노 미야쓰코(国造)가 설치되었고, 훗날 아와 국(安房国)을 포함해 여덟 개의 구니노 미야쓰코의 영역이 존재하였는데, 야마토 왕권은 이들의 옛 영역을 합쳐 후사국(또는 가미쓰후사국, 上捄国)으로써 파악한 것으로 보이며, 야마토 왕권과는 긴밀한 유대를 가지고 있었던 것으로 보인다.
한문 표기 방식에 대해서는 후지와라궁(藤原宮)에서 발굴된 목간(木簡)에는 「기해년(699년) 10월 가미쓰후사 국(上捄国) 아와노 고오리(阿波評) 마쓰사토□(松里□)」라는 글귀가 있어, 7세기 말에는 「上捄」라는 한문 표기로 지칭되었다가 다이호(大宝) 4년(704년)에 여러 구니의 인(印)을 주조하던 무렵에 이르러 「上総」라는 표기가 등장한다. 그 읽는 법도 옛날에는 「가미쓰후사」(かみつふさ)였던 것이 「가즈사」(かづさ)로 바뀌었는데, 일본 고대의 가나 사용법에서는 「가즈사」(かづさ)라고 읽는 것이 맞지만, 현대의 가나 사용법에서는 「가즈사」(かずさ)로 읽게 되어 「つ」의 유래가 어디서 온 것인지에 대해서는 확실하지 않다.

## 군
- 이치하라군(市原郡)
- 기미쓰군(君津郡)
- 조세이군(長生郡)
- 산부군(山武郡)
- 이스미군(夷灊郡)

## 가즈사국 출신의 유명 인사
- 이노 다다타카 - 에도 시대 후기에 일본에서 처음 정확한 지도를 만든 인물